# The day the music died
The day the music died (te vertalen als “de dag waarop de muziek stierf”) is een naam die wordt gebruikt om te verwijzen naar een vliegtuigongeluk dat op 3 februari 1959 plaatsvond nabij Clear Lake in de Verenigde Staten. Bij dit ongeluk kwamen drie Amerikaanse rock-'n-rollmuzikanten om het leven: Buddy Holly, Ritchie Valens en J.P. "The Big Bopper" Richardson.
De naam werd bedacht door Don McLean, die de naam gebruikte in zijn lied "American Pie".

## Gebeurtenissen voor het ongeluk
Begin 1959 waren Holly, Valens en Richardson samen met Holly’s band bezig met een concerttour genaamd "The Winter Dance Party", waarbij ze in drie weken 24 steden in het midwesten van de Verenigde Staten aan zouden doen. Een probleem hierbij was dat de vele reizen die de groep moest maken slecht waren geregeld. De tourbus die de groep moest vervoeren was niet gebouwd voor de winterse weersomstandigheden. Zo ging de verwarming kapot vlak voor de tour begon, waardoor Holly’s drummer, Carl Bunch, een ernstig geval van bevriezing opliep.
Omdat tijdens de tour de groep op 2 februari nog een dag vrij had, besloten de promotors deze dag op te vullen met een extra concert in de Surf Ballroom in Clear Lake. Na hun aankomst in de Surf Ballroom had Buddy Holly het duidelijk gehad met de tourbus, en stelde zijn band voor om na dit concert te proberen een vliegtuig te charteren voor hun vervoer naar de volgende locatie: Moorhead.
Holly charterde het vliegtuig bij Roger Peterson, een lokale piloot van de Dwyer Flying Service in Mason City. Hij kreeg een Beechcraft Bonanza met vliegtuigregistratienummer N3794N toegewezen, die echter maar plek bood aan drie passagiers. Aanvankelijk zouden Holly en twee leden van zijn band, Waylon Jennings en Tommy Allsup, met het vliegtuig gaan. Omdat Richardson tijdens de tour ziek was geworden en zich niet in staat achtte nog langer in de tourbus te reizen, stond Jennings zijn plek in het vliegtuig aan hem af. Ritchie Valens, die nog nooit in een klein vliegtuig had gevlogen, tosste met Allsup om de derde stoel, en won. Dion DiMucci van Dion & The Belmonts, kreeg ook een plek in het vliegtuig aangeboden, maar sloeg die af.

## Ongeluk
Kort na 1 uur ’s nachts lokale tijd, op 3 februari, vertrok het vliegtuig vanaf Mason City Municipal Airport. Rond 1.05 uur zag de eigenaar van Dwyer Flying Service de lichten van het vliegtuig richting de grond gaan.
De piloot werd geacht om zijn vluchtroute door te geven na het opstijgen, maar Peterson nam geen contact op met de toren. Dwyer probeerde herhaaldelijk contact met het vliegtuig te krijgen, maar tevergeefs. Rond 3.30 uur, toen ook Hector Airport in Fargo geen contact kon krijgen met het vliegtuig, werd het toestel als vermist opgegeven.
Rond 9.15 uur in de ochtend vertrok Dwyer in een ander vliegtuig richting Moorhead. Hij vloog hierbij precies dezelfde route die Peterson de nacht ervoor zou hebben gevlogen. Niet veel later rond 9.35 uur zag hij het wrak van het vliegtuig in een maïsveld 8 kilometer ten noordwesten van het vliegveld. De lichamen van de inzittenden waren tijdens de crash uit het vliegtuig geslingerd, en de lichamen van Holly en Valens lagen rondom het wrak. Het lichaam van Richardson lag verderop in het veld en het lichaam van de piloot Peterson lag in het wrak. Carroll Anderson, de manager van de Surf Ballroom, werd erbij gehaald en identificeerde de lichamen bij het verongelukte vliegtuig als die van Holly, Valens en Richardson.

## Waarschijnlijke oorzaak

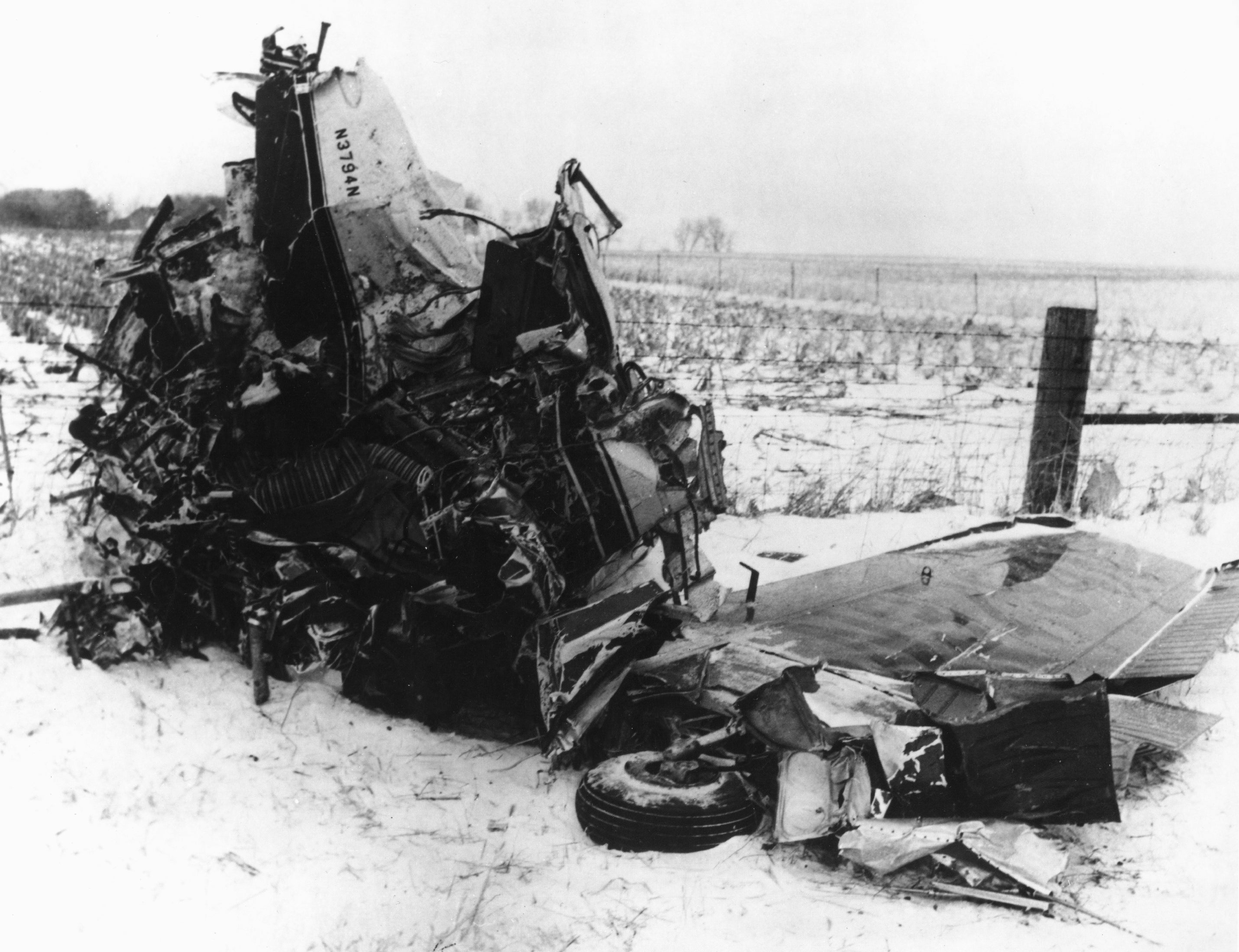
Wrak van het vliegtuig, gefotografeerd op de ochtend van de ramp

Onderzoekers concludeerden dat het vliegtuig moest zijn neergestort vanwege de slechte weersomstandigheden en fouten van de piloot.
Peterson was nog onervaren met nachtvluchten en vluchten onder slechtzichtomstandigheden, waarbij de piloot moet vertrouwen op de instrumenten van het vliegtuig in plaats van vliegen op "zicht". Peterson was op het moment van het ongeval ook nog niet geautoriseerd voor "blindvliegen" (vliegen op instrumenten). Volgens de Civil Aeronautics Board had Peterson zijn training voor "instrumentvliegen" gevolgd in vliegtuigen met een andere soort kunstmatige horizon dan die van de Bonanza. De gyroscoop van de Bonanza gaf de stand van het vliegtuig weer op een manier die tegenovergesteld was aan die van de kunstmatige horizon waar Peterson mee had leren werken. Dit leidde tot de conclusie dat Peterson waarschijnlijk gedesorienteerd is geraakt tijdens de vlucht in slechte zichtomstandigheden, waardoor hij de controle over het vliegtuig heeft verloren.

## Onderzoek in 2007
In 2007 liet Richardsons zoon een autopsie uitvoeren op het lichaam van zijn vader om de bevindingen van het originele onderzoek nog eens te verifiëren. Dit was deels omdat twee maanden na het ongeluk Holly’s pistool werd teruggevonden in het maïsveld, waardoor de vraag ontstond of een per ongeluk afgevuurde kogel wellicht bij had gedragen aan het ongeluk. William M. Bass leidde het onderzoek, en bevestigde het rapport van de patholoog-anatoom Ralph Smiley die de lichamen in 1959 had onderzocht.

## Monumenten
In 1988 liet Ken Paquette, een fan van de drie artiesten, een roestvrijstalen monument maken ter nagedachtenis aan het ongeluk. Het monument stelt een gitaar en een paar grammofoonplaten voor, met daarop de namen van de drie artiesten. Het monument staat op een particulier stuk akkerland, ongeveer 8 kilometer ten noorden van Clear Lake. Hij liet tevens een soortgelijk monument plaatsen buiten de Riverside Ballroom in Green Bay, waar Holly, the Big Bopper en Valens op 1 februari 1959 optraden. Dit tweede monument werd onthuld op 17 juli 2003.
In februari 2009 werd een monument voor piloot Roger Peterson, gemaakt door Paquette, onthuld op de plaats van het ongeval.